# Voepass Linhas Aéreas
Voepass Linhas Aéreas, cách điệu VOEPASS Linhas Aéreas, trước đây có tên Passaredo Linhas Aéreas, là một hãng hàng không có trụ sở tại Ribeirão Preto, bang São Paulo, Brasil. Hãng hoạt động trong nội địa Brazil. Cơ sở chính của hãng là sân bay Dr. Leite Lopes, Ribeirão Preto.
Theo Cơ quan Hàng không dân dụng quốc gia Brasil, giữa tháng 1 và tháng 12 năm 2023, VOEPASS Linhas Aéreas chuyên chở 737.928 hành khách và chiếm 0,3% thị phần trong nước về hành khách bay trên mỗi km.